# Senad Tiganj
Senad Tiganj (Ljubljana, 28 augustus 1975) is een Sloveens voormalig voetballer die speelde als aanvaller.

## Clubcarrière
Tiganj speelde nooit lang voor een club; gedurende zijn 27-jarige loopbaan speelde hij voor 30 clubs uit binnen- en buitenland. Hij speelde voor NK Svoboda in eigen land maar trok al snel naar Oostenrijk en speelde daar voor SAK Klagenfurt en Victoria Viktring. Hij keerde terug naar Slovenië en ging spelen voor Korotan Prevalje maar vertrok al snel naar de Belgische club Lommel SK. Dat avontuur duurde niet lang en hij keerde terug naar Korotan Prevalje.
Tussen 2000 en 2010 speelde hij voor clubs uit Israël, Slovenië, Oekraïne, Kroatië, Oostenrijk en Duitsland. Achtereenvolgens speelde hij voor NŠ Mura, Kefar Saba, Olimpija Ljubljana, Karpaty Lviv, HNK Rijeka, NK Ljubljana, Rot-Weiß Erfurt, Wacker Burghausen, Jahn Regensburg, NK Drava Ptuj, SV Kapfenberg, SAK Klagenfurt, NK Aluminij, NK Drava Ptuj, Olimpija Ljubljana en NK Šenčur.
Vanaf 2010 speelde hij in Oostenrijk en Slovenië bij clubs als SK Maria Saal, SV Rapid Lienz, SV Spittal, SK Maria Saal, SV Moosburg, NK Jesenice, NK Svoboda en vanaf 2018 voor Interblock Ljubljana.

## Interlandcarrière
Tiganj speelde vier interlands voor Slovenië waarin hij een keer kon scoren. Hij nam met de Sloveense ploeg deel aan het WK voetbal 2002.

## Privé-leven
Zijn zoon Erwin Tiganj is ook een profvoetballer.
1 Simeunovič ·
2 Sankovič ·
3 Milinovič ·
4 Vugdalić ·
5 Galič ·
6 Knavs ·
7 Novak ·
8 A. Čeh  ·
9 Osterc ·
10 Zahovič ·
11 Pavlin ·
12 Dabanovič ·
13 Rudonja ·
14 Gajser ·
15 Tavčar ·
16 Tiganj ·
17 Pavlović ·
18 Ačimovič ·
19 Karič ·
20 N. Čeh ·
21 Cimirotič ·
22 Nemec ·
23 Bulajič ·
Coach: Katanec